# トリノ条約 (1696年)
トリノ条約（トリノじょうやく、英語: Treaty of Turin）は、大同盟戦争中の1696年8月26日、フランス王国とサヴォイア公国の間で締結された条約。
条約は初め秘密条約とされ、サヴォイア公ヴィットーリオ・アメデーオ2世の領土拡大の野心を少なくとも短期間は挫折させ、彼はこれまで反対してきたフランスとの同盟を強制された。

## 背景
1690年、サヴォイア公国のヴィットーリオ・アメデーオ2世はスペイン王カルロス2世と神聖ローマ皇帝レオポルト1世と同盟して、大同盟戦争で領土拡大に野心的だったフランス王ルイ14世と戦っていた。しかし、サヴォイアはトリノから南西約50キロメートルでおきたスタファルダの戦いで大敗した。フランス軍の進撃は翌1691年6月のクーネオ包囲戦で一時止められたものの、ニコラ・カティナ率いるフランス軍は侵攻を再開、1691年のクリスマスの数日前（12月22日）にモンメリアンを落とした。
サヴォイアが軍事的に不利だったため、ルイ14世はヴィットーリオ・アメデーオ2世に平和を提案した。ヴィットーリオ・アメデーオ2世はこのとき重病にかかっており、後継者の息子もいなかったが、それでも踏ん張っていとこを後継者に指名、和約の提案を蹴った。彼は病気からは回復したが、1693年10月のマルサリーアの戦いでさらなる大敗を喫してしまった。補給と資金の不足でフランス軍はすぐ近くのトリノに進軍することができなかったが、すでに消耗していたサヴォイア軍はモンカリエーリ城に篭城することを余儀なくされた。

## 条約の締結
条約の交渉はフランスのテッセ伯とヴィットーリオ・アメデーオ2世の公妾ジャンヌ・バティスト・ダルベール・ド・リュイヌが関わった。
1696年8月26日、ヴィットーリオ・アメデーオ2世は公国を救うためにフランスから提案された条件をのんで、条約に署名した。条約によりサヴォイアはフランスと同盟、ヴィットーリオ・アメデーオ2世の長女マリア・アデライーデ・ディ・サヴォイアはルイ14世の孫、「プティ・ドーファン」と呼ばれたブルゴーニュ公ルイと結婚した。2人は1712年に天然痘で死去し、マリー・アデライードは王妃になれなかったが、彼女はルイ14世とその宮廷に良好な印象を与えた。
条約に従い、中立地であったカザーレはマントヴァ公フェルディナンド・カルロ・ゴンザーガ＝ネヴェルスに割譲されたが、フランス軍はカザーレの防御工事を破壊した。ほかにはピニェロールをサヴォイアに返還する条項も盛り込まれていたが、フランス軍はピニェロール要塞も破壊した。これにより、ニコラ・フーケの時代から悪名高かったピニェロール監獄の歴史が終わった。
ヴィットーリオ・アメデーオ2世はトリノ条約で寝返ったことを公にしなかったが、レオポルト1世はすぐにそれを疑った。そして、条約の内容が公開されると、フランス軍はサヴォイアに駐留して大同盟からの侵攻を防いだ。